# Телеграмма Ригнера
Телеграмма Ригнера — телеграфное сообщение, отправленное 8 августа 1942 года Герхартом Ригнером, секретарем Всемирного еврейского конгресса, в свои офисы в Нью-Йорке и Лондоне. Телеграмма подтвердила ранее дошедшие до Запада тревожные сообщения о намерении Германии массово убивать европейских евреев.

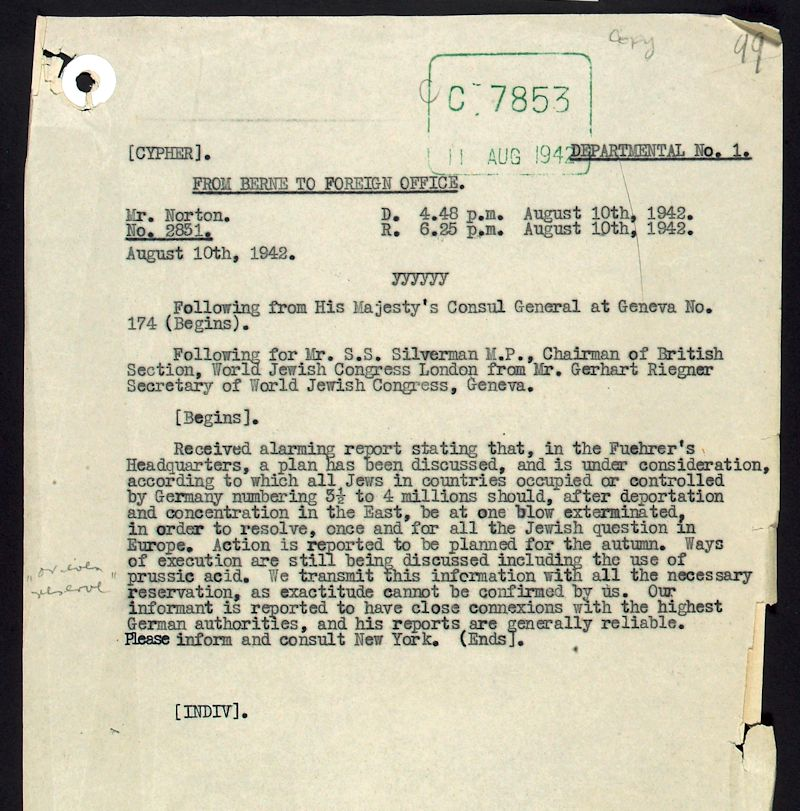

Телеграма была направлена вице-консулу США в Женеве Стивену С. Уайзу (Вайсу). В телеграмме он впервые сообщил союзникам о запланированном нацистами «окончательном решении» по уничтожению всех евреев на оккупированных Германией территориях. Ригнер получил информацию от немецкого промышленника Эдуарда Шульте.
Его телеграмма гласила следующее:
Поступило тревожное сообщение о том, что в штаб-квартире фюрера обсуждается и рассматривается план уничтожения одним махом всех евреев в странах, контролируемых Германией, в количестве от трех с половиной до четырёх миллионов после депортации и концентрации на Востоке, что раз и навсегда решает еврейский вопрос
.
Телеграмма была встречена с недоверием, несмотря на существовавшие ранее доказательства массовых казней. Госдепартамент США посчитал это «диким слухом, подпитываемым еврейскими тревогами», в то время как Министерство иностранных дел Великобритании пока отказалось пересылать телеграмму и призвало сначала расследовать обвинения. Только 25 ноября 1942 года ВЕК было разрешено опубликовать новость для всего мира.
28 июля 1942 года 20 000 человек приняли участие в организованной ВЕК демонстрации «Останови Гитлера сейчас» в нью-йоркском Мэдисон-сквер-гардене. Девять месяцев спустя, 1 марта 1943 года, примерно 22 000 человек столпились в том же зале, а ещё 15 000 стояли снаружи на митинге ВЕК, на котором выступили Уайз, Хаим Вейцман, мэр Нью-Йорка Фиорелло Ла Гуардия и другие. Тем не менее, правительство США не прислушалось к призывам о спасении европейских евреев. В начале 1944 года Министр финансов США Генри Моргентау заявил в присутствии президента Рузвельта, что «некоторые должностные лица в нашем Государственном департаменте потерпели неудачу, хотя их долгом было бы предотвратить уничтожение евреев в контролируемой Германией Европе».